# Пимушин, Виктор Юрьевич
Виктор Юрьевич Пимушин (29 апреля 1955, Дзержинский, Московская область — 9 июня 2025) — советский и российский футболист.

## Карьера
Начал заниматься футболом в детской команде клуба «Орбита» из посёлка Дзержинский.
В 1977 году дебютировал в команде второй лиги «Спартак» Кострома. В 1978 году был в московском «Спартаке», но не выходил на поле. В 1979—1980 годах играл за московское «Торпедо» в высшей лиге, в 39 играх забил 4 гола.
В 1981—1985 годах играл за воронежский «Факел», выступавший в первой лиге. В 1984 году команда завоевала путёвку в высшую лигу. В 1985 году Пимушин провёл 24 игры и забил 2 гола.
В 1986—1988 годах играл в кемеровском «Кузбассе». В 1988 году вернулся в «Факел», вылетевший к тому времени во вторую лигу. В 1988 году команда вернулась в первую лигу. Сезон 1990 года снова провёл в «Кузбассе».
В 1991 году с развалом чемпионата СССР перешёл в чемпионат Грузии в «Колхети» Хоби, затем — в кёльнский «Пеш».
Сезон 1993 года провёл в первой российской лиге в составе калининградской «Балтики».
Закончил карьеру в командах третьей лиги «Торгмаш» и «Красногвардеец».
Скончался 9 июня 2025 года в возрасте 70 лет.

## Достижения

### Личные
- Лучший бомбардир Первой лиги СССР по футболу (1): 1987.